# Kleinschmidtimyia nuginiensis
Kleinschmidtimyia nuginiensis är en tvåvingeart som beskrevs av Spencer 1977. Kleinschmidtimyia nuginiensis ingår i släktet Kleinschmidtimyia och familjen minerarflugor. Inga underarter finns listade i Catalogue of Life.